# Miquel Curet i Roure
Miquel Curet i Roure fue un maestro de obras de Tarrasa, España, activo durante la década de 1880.

## Biografía
Miquel Curet obtuvo el título en 1871. En 1878, el Ayuntamiento de Tarrasa  le encarga un estudio para la planificación y ordenación de la antigua trama urbana de la ciudad de Tarrasa. El 27 de junio de 1878 presentó el estudio con la división de la ciudad en tres distritos, ochenta calles y siete plazas. En su Plan de Ordenación Urbanística proyectaba el cubrimiento de la riera del Palau trazando una hipotética ampliación de calles cuadriculadas que denominó el «ensanche de Tarrasa». Finalmente, aunque las calles no siguieron la alienación prevista, se respetó el trazado de cuadrícula implantado en el —denominado en aquella época— "barrio de la riera". El 10 de octubre del mismo año fue sustituido como arquitecto municipal por Joan Baptista Feu i Puig, a pesar de que en 1882, Curet volvió a ser el arquitecto oficial de forma provisional hasta enero de 1885 cuando se trasladó a vivir a Barcelona.
Miquel Curet i Roure construyó una casa —demolida en 1977— en la calle de la Rasa de Tarrasa, donde él vivía, en estilo neoárabe que, en aquella época no era infrecuente —como por ejemplo, las torres de agua, también llamadas «plomers», el hospital del paseo, proyectado por Lluís Muncunill (1919) o, incluso, el almacén Corcoy de la plaza Jacinto Verdaguer—.
La antigua Casa Mariano Ros (1873—1874) de estilo clasicista, también es obra de Miquel Curet.